# Фара-Філіорум-Петрі
Фара-Філіорум-Петрі (італ. Fara Filiorum Petri) — муніципалітет в Італії, у регіоні Абруццо,  провінція К'єті.
Фара-Філіорум-Петрі розташована на відстані близько 150 км на схід від Рима, 70 км на схід від Л'Аквіли, 12 км на південь від К'єті.
Населення — 1942 особи (2014).
Щорічний фестиваль відбувається 17 січня. Покровителі — святий Антоній Великий.

## Демографія
Населення за роками:

Станом на 1 січня 2023 року в муніципалітеті офіційно проживало 199 іноземців з 33 країн, серед них 34 громадяни країн Євросоюзу та 4 громадяни України.

## Клімат
| Місяці                        | Місяці | Місяці | Місяці | Місяці | Місяці | Місяці | Місяці | Місяці | Місяці | Місяці | Місяці | Місяці | Пора | Пора | Пора | Пора | Рік  |
| Місяці                        | Січ    | Лют    | Бер    | Кві    | Тра    | Чер    | Лип    | Сер    | Вер    | Жов    | Лис    | Гру    | Зим  | Вес  | Літ  | Осі  | Рік  |
| ----------------------------- | ------ | ------ | ------ | ------ | ------ | ------ | ------ | ------ | ------ | ------ | ------ | ------ | ---- | ---- | ---- | ---- | ---- |
| Темп. макс. (°C)              | 11     | 12     | 14     | 18     | 22     | 26     | 29     | 29     | 25     | 21     | 16     | 12     | 11.7 | 18   | 28   | 20.7 | 19.6 |
| Темп. сер. (°C)               | 6.5    | 7.5    | 9      | 12.5   | 16.5   | 20.5   | 23     | 23     | 19.5   | 16     | 11     | 7.5    | 7.2  | 12.7 | 22.2 | 15.5 | 14.4 |
| Темп. мін. (°C)               | 2      | 3      | 4      | 7      | 11     | 15     | 17     | 17     | 14     | 11     | 6      | 3      | 2.7  | 7.3  | 16.3 | 10.3 | 9.2  |
| Опади (мм)                    | 55     | 53     | 63     | 55     | 35     | 44     | 34     | 54     | 61     | 74     | 71     | 77     | 185  | 153  | 132  | 206  | 676  |
| Вологість повітря (%)         | 74     | 73     | 72     | 71     | 72     | 70     | 69     | 71     | 72     | 75     | 76     | 76     | 74.3 | 71.7 | 70   | 74.3 | 72.6 |
| Абсолютна геліофанія (години) | 3      | 4      | 5      | 6      | 8      | 9      | 10     | 9      | 7      | 6      | 4      | 3      | 3.3  | 6.3  | 9.3  | 5.7  | 6.2  |
| Роза вітрів (Вузлів)          | NNW 5  | ENE 5  | ENE 5  | ENE 5  | ENE 5  | ENE 5  | ENE 5  | ENE 5  | ENE 5  | ENE 5  | ENE 5  | WNW 5  | 5    | 5    | 5    | 5    | 5    |

## Сусідні муніципалітети
- Букк'яніко
- Казакандітелла
- Преторо
- Рапіно
- Роккамонтеп'яно
- Сан-Мартіно-сулла-Марручина